# Persische Literatur

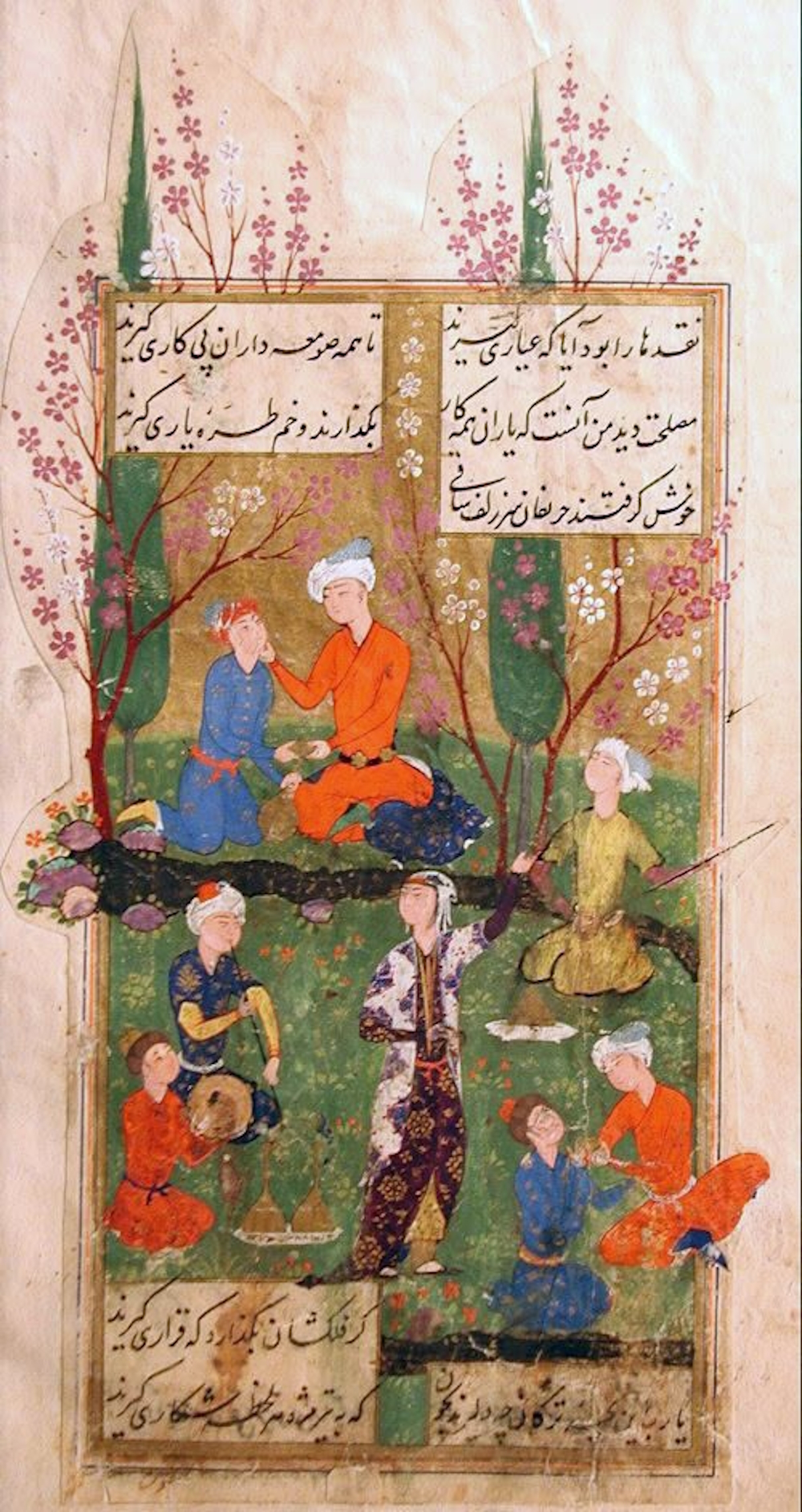
Diwan des Hafis, Miniaturmalerei, Persien, 1585

Die Geschichte der persischen Literatur, genannt auch iranische Literatur, lässt sich bis in das Altertum zurückverfolgen. Erste Beispiele einer persischen bzw. iranischen Dichtung, die bereits das Schema einer zur Tradition gewordenen Rhetorik aufweisen, befinden sich in den Gathas (Gesängen), den ältesten Teilen des Avesta, der Schrift der zoroastrischen Religion (siehe auch Zarathustra). Als Persische Dichtung wird hingegen die Gesamtheit der klassischen Dichtungskultur im Iranischen Hochland bezeichnet, die in der persischen Schriftsprache angefertigt wurde. Sie entstand hauptsächlich auf dem Gebiet der heutigen Staaten Iran, Afghanistan, Tadschikistan und Usbekistan. Zudem war die persische Sprache über eine sehr lange Zeitspanne hinweg die Kultur- und Amtssprache im Irak, in Pakistan und in Nordindien. Auch hier lebten einige der bekanntesten Dichter der persischen Sprache.
Im persischen Kultur- und Sprachgebiet wird die Dichtkunst hoch geschätzt, so dass der persische Kulturkreis eine ganze Anzahl berühmter und erfolgreicher Dichter hervorgebracht hat. Persische Dichter haben so auch über Jahrhunderte hinweg andere Kulturen und Sprachen beeinflusst, unter anderem den deutschen Dichter Goethe, dessen West-östlicher Divan auf der klassischen persischen Poesie basiert.

## Dichter

### Berühmte Dichter des persischen Stils – Klassische Periode
- Rudaki (858–941), der erste Dichter und Vater der neupersischen Sprache. Geboren in einem Gebirgsdorf östlich von Samarqand, im heutigen Tadschikistan, war Rudaki der offizielle Dichter des samanidischen Emirs Nasr II. (914–943), der ihn, wie es heißt, mit Ehrungen überhäufte. Er verfasste eine berühmte Fabelsammlung indischen Ursprungs in Versform unter dem Namen Kalila und Dimna, die im Orient große Beliebtheit genoss und im 17. Jahrhundert als Hauptquelle für die Fabeln von La Fontaine diente. Von dem ihm zugesprochenen umfangreichen Werk blieb nur ein Teil erhalten. Er hinterließ Panegyriken, Trauerelegien, Liebeslyrik, bacchische Dichtung sowie erzählende und moralische Dichtung. Gegen Ende seines Lebens wurde er wohl wegen seiner religiösen Überzeugungen geblendet.
- Bu Schakor Balchi, Verfasser des Āfarīn-Nāme (persisch آفرين نامه) (Lobesbrief), entstanden zwischen 954 und 958 n. Chr.
- Rābi’a bint Ka’b oder Zain al-'Arab, die erste Frau der persischen Dichtung.
- Daqīqī (930/40 – vor 980), war einer der begabtesten Dichter des 10. Jahrhunderts. Er wirkte als Panegyriker der Lokalfürsten Tschaghaniens (Transoxanien), südöstlich von Samarqand, außerdem bei dem samanidischen Emir Mansur I. (961–976) und dessen Sohn Nuh II. (976–997) – und kann als Meister dieses Genres betrachtet werden. Berühmtheit erlangte er jedoch als Vorgänger Ferdousis. Vor seinem frühzeitigen Tod – er wurde gemäß Ferdousi von einem seiner Sklaven ermordet – hatte er bereits das umfangreiche Prosamaterial des traditionellen Nationalepos in Verse gebracht, was zuvor von vier Gelehrten aus Tūs (Chorāsān) (in der Nähe des heutigen Maschhad) zusammengestellt worden war (961). Einige Tausend dieser Distichen wurden von Ferdousi in seinem Schāhnāme (persisch شاهنامه) übernommen. Obwohl häufig vermutet wurde, dass Daqīqī zoroastrischen Glaubens war, lassen Passagen hieraus (s. Safā, 1964) jedoch eher vermuten, dass es sich hier um die Sympathiebekundungen eines großen Literaturliebhabers sehr gemäßigten islamischen Glaubens handelte.

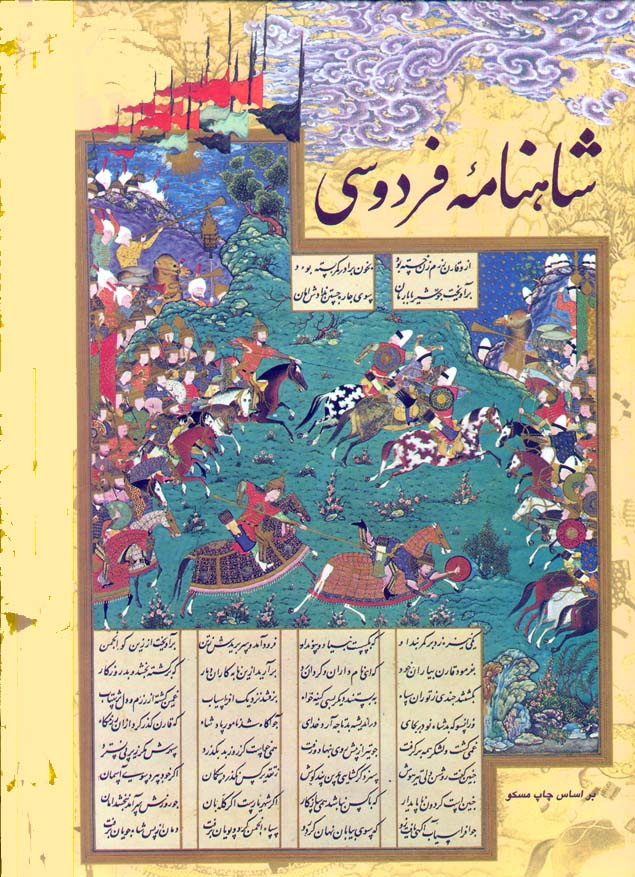
Schāhnāme von Ferdousi

- Abū l-Qasem-e Ferdousī (* um 940–1020), geboren in dem Dorf Bāž (Tabaran, dem Gebiet von Tūs als Sohn einer Landadelsfamilie (Dehqan)), ist der Verfasser des persischen Nationalepos, des (persisch شاهنامه) Schāhnāme (Das persische Königsbuch). In mehr als 50.000 Distichen berichtet er von der Pracht des persischen Reichs vor der Invasion der Araber im 7. Jahrhundert. Schāhnāme von Ferdousi Dieses Epos, das zu den besten seinesgleichen zählt, diente als Vorlage für weitere Epen persischer Sprache und wurde zunächst ins Arabische und Türkische, später in viele weitere Sprachen (meist in Ausschnitten) übersetzt. Schon seit Anbeginn seiner Jugend versifizierte Ferdousi einige hervorstechende Episoden der persischen Geschichte, doch erst gegen 980, als er von der Ermordung Daqīqīs erfuhr, nahm er das von ihm angefangene Projekt wieder auf. Gegen 994 hatte er bereits die von Abu Mansur 957 erstellte Fassung versifiziert, die als Quelle der arabischen Prosaübersetzung al-Bondaris (13. Jahrhundert) diente. Danach nutzte er weitere Quellen zur Vervollständigung seines Werkes: unter anderem die Memoiren Zarirs sowie die Heldentaten Rostams und Alexanders des Großen. Gegen 1010 hatte er sein Werk abgeschlossen, das er sodann Mahmud von Ghazni widmete. Nachdem er sich jedoch mit diesem überworfen hatte, verließ Ferdousi Ghazni und ließ sich an verschiedenen Orten, unter anderem Herāt, Tus, Tabaristan und Chorāsān nieder. Die Größe Ferdousis liegt in der Gewissenhaftigkeit bei der Verwendung seiner Quellen, seiner Geschicklichkeit in der Naturdarstellung und der Darstellung der kriegerischen und heroischen Episoden sowie dem Einflechten moralischer Ermahnungen in diese Beschreibungen. Seine Klarheit und Einfachheit des Stils sowie des Vokabulars machten ihn zum Vorbild weiterer Dichter. Es bestehen zwei bedeutende Einführungen zum Schahname: eine des Timuridenfürsten Bai Songhor (15. Jahrhundert) sowie eine weitere, ältere, die zum Teil jene Abu Mansur al-Mommaris wiedergibt, die er 957 auf Bitten Abu Mansur Mohammad ebn Abd or-Razzaqs für eine Prosafassung erstellt hatte.
- Baba Taher (ca. 944–1019), einer der ersten bedeutenden Dichter des Sufismus, dessen Gedichte, instrumentell begleitet, häufig als Grundlage der klassischen persischen Musik dienen.
- Farruchi Sistani († 1037), allgemein hochgeschätzter Verfasser von Ghazalen und Panegyriken (Lobreden), Hofdichter der Ghaznawiden.
- Unsuri (988?–1040), Dichter der Ghaznawiden. Er verfasste zarte, anspruchsvolle und in der Wahl der Themen originelle Ghazale und Qassiden (Qasidas) (Oden und Panegyriken), die als Vorbild für viele seiner Nachfolger dienten. Er versifizierte außerdem einige alte Legenden, wie zum Beispiel Wameq und Asra und Rostam und Sohrāb (siehe auch Ferdousi (Der Tod des Sohrāb)).
- Manutschihri († 1040) Dichter am Hofe der Ziyariden und Ghaznawiden mit starkem Einfluss der arabischen Literatur, den er gekonnt beim Verfassen seiner Gedichte einbrachte. Er erweiterte die Facetten der bacchischen Gedichte.
- Gorgani († 1054), Dichter am Hofe der Seldschuken, war er der Verfasser eines der besten Epen in persischer Sprache, Wis und Rāmin, das als Vorbild für weitere Epen, wie beispielsweise Chosrau und Schirin von Nezami, diente und eine Verbindung zwischen dem vorislamischen und islamischen Iran herstellte.
- Asadi Tusi († 1072), geb. in Tus (bei Maschhad), fälschlicherweise als Meister Ferdousis bezeichnet, Autor von Debatten (Monāzer), des Buches Garschāsp (Garschāspnāme), dem besten Epos nach dem Schāhnāme Ferdousis – außerdem Verfasser von Panegyriken (Lobreden) und Verfasser eines der ältesten Wörterbücher in persischer Sprache, in dem er seltene Wörter und Wörter aus der persischen Dichtung sammelte (Loghat-e Fārs). Zunächst lebte er in Chorāsān (am Hofe der Ghaznawiden), später in Aserbaidschan bei den Fürsten der dortigen Region. In seinem Hauptwerk, dem Garchaspnāme, erzählt er von den fabulösen Errungenschaften Garchasps, des Ahnherrn Rostams. Nach einer Aufzählung der Ahnenfolge berichtet er detailliert von Garchasps Reisen und Aufenthalten in verschiedenen Ländern, seinen Kämpfen dort, seiner Unterredung mit Brahman sowie mit anderen Weisen – außerdem von den Sitten und Bräuchen der fremden Völker, die er aufgesucht hatte, in Verbindung mit Ermahnungen und Ratschlägen an den Leser. Seine Stärke liegt vor allem in den Beschreibungen, den Wortzusammenstellungen, seinem Satzbau und der Wahl ausdrucksstarker und subtiler Bilder. Fälschlicherweise wurde von einigen Orientalisten lange zwischen einem sogenannten Sohn und Vater unterschieden, was allerdings von Safā in seiner Geschichte der Literatur in Iran, II, S. 404ff widerlegt wurde. (Edition Garchaspnameh: Yaghmai (Teheran 1918), Übersetzung und Edition des 1. Drittels: Clément Huart (1926), der beiden weiteren Drittel von Henry Massé (1950))
- Nāsir-i Chusrau (1003–1075), geboren in Gobadian (in der Region Balch). Nachdem er sich weitreichend gebildet hatte, machte er sich 1045 auf eine Pilgerfahrt zu den heiligen Städten des Islam. Danach hielt er sich für einige Zeit in Ägypten auf, wo er sich der Doktrin der Ismailiten anschloss, und wurde daraufhin vom Fatimidenkalifen nach Chorāsān delegiert. Beunruhigt durch die Orthodoxen der Region, zog er sich in den Kanton Badachschān zurück, wo er sich in Yomgan zur Ruhe setzte und die spirituelle Führung der Ismailiten übernahm. Gleichzeitig verfasste er seine theologischen und philosophischen Abhandlungen und erstellte außerdem eine umfangreiche Sammlung von Gedichten, was ihn zu einem der kraftvollsten Denker Irans machte. Seine Gedichte, geprägt durch den Einfluss seiner theologischen Bildung, sind voll von Sentenzen und Ermahnungen, die er, geprägt durch sein wissenschaftliches Denken, logisch anbringt. Gleichzeitig ist seine Dichtung voller verzierter und subtiler Erfindungen und seine poetische Sprache erinnert an jene der letzten Dichter aus der Zeit der Samaniden. In der Prosa war er einer der ersten, die philosophische oder wissenschaftliche Fragen in einer Sprache verfasste, die klar im Stil und bestimmt im Ton war. Sein Reisebericht Safarnāme, den er ebenfalls in Prosa verfasste, ist ebenfalls ein Modell des einfachen und genauen Stils, so wie (persisch روشنايى نامه) Roschnainame.
- ʿAbdallāh al-Ansārī (1006–1089), „Pir von Herāt“ (der Weise (Alte) von Herāt), bedeutender Sufidichter und Verfasser des Monādschātnāme (persisch مناجات نامه), des Buches der Psalmen.
- Irān Schāh (ca. † 1117), Zeitgenosse des Seldschukensultans Malik-Schah II., schrieb gegen 1106 ein Epos, in dem er von den „hohen Taten“ des Helden Bahman, des Sohns Esfandiārs, berichtet – eines der Hauptelemente des iranischen Nationalepos. (unter anderem Barzin und der Drache, der Kampf zw. Barzin und Bahman, Selbsterkenntnis) (siehe auch: Safā, Hamāse Sarā’i dar Irān (Geschichte des Heldenepos in Iran), 1945)
- Omar Chayyām (1048–1131 oder 1132), (Dichter, Philosoph, Mathematiker und Astronom), Schüler des Arztes, Wissenschaftlers und Lyrikers[1] Avicenna, wirkte am Hofe des Seldschukenherrschers Malik Schah I. (1072–1092). Er tat sich zu Lebzeiten in erster Linie als Mathematiker, Philosoph und Astronom hervor und wirkte maßgebend an der Reform des iranischen Kalenders mit. In diesem Zusammenhang verfasste er auch das Nouruznāme (persisch نوروزنامه, DMG Naurūznāme, ‚Neujahrsbuch; Buch über das Neue Jahr‘), eine Abhandlung über die Neujahrsbräuche im alten Iran. Nach seinem Tod wurde Chayyām vor allem für seine Rubā‘iyāt („Vierzeiler“) bekannt, die relativ kritisch gehalten waren. Beispiel eines Vierzeilers in der Übersetzung von Max Barth: Sag, wer ist sündenlos auf Erden hier?/ Wer könnte leben, ohne je zu fehlen?/ Tust du für üble Tat einst Übles mir, wo ist der Unterschied dann zwischen mir und dir?
- Moezzi (1124–1127) war ein Laureatendichter des Seldschukenherrschers Malik Schah I. (1072–1092). Er verbrachte seine Jugend in Herāt und Isfahan. Er schrieb hervorragende Ghazale und trug zur Erneuerung der Qasiden bei, die bis dahin stark durch ihren arabischen Ursprung geprägt waren.
- Sanā’i (ca. 1080–1157), geboren in Ghazni Mitte des 11. Jahrhunderts, begann seine Dichterlaufbahn am Hofe der Ghaznawiden Ebrahim (1098–1114) und Bahmanschāh (1117–1157). Nachdem er sich endgültig in Chorāsān niedergelassen hatte, wurde er von mehreren Dichtern in die mystische Dichtung eingewiesen, in der er einen ganz eigenen Stil entwickelte, was ihn zu einem der ersten großen Meister dieses Genres machte. Sein Werk bildet somit einen Markstein der persischen Literatur. Neben seinen lyrischen Werken hinterließ er einige Masnawīs hoher Spiritualität.
- Raschīd ad-Dīn Watwāt (ca. 1088/89–1182/83), der Hofpoet und „Staatskanzleichef“ der Choresm-Schahs aus der Dynastie der Anuschteginiden (insbesondere des Ala ad-Din Atsiz’), verfasste als Panegyriker in erster Linie kunstvolle Lobgedichte, hinterließ aber auch eine Vielzahl beeindruckender Briefe und ein bedeutendes Handbuch rhetorischer Figuren namens „Die Gärten der Magie in den Feinheiten der Poesie“. Der engagierte Privatgelehrte verbrachte den Großteil seines langen Lebens in der choresmischen Hauptstadt Gurgandsch.
- Anwari († 1187), einer der geschätztesten Verfasser von Panegyriken (Lobreden) der persischen Sprache. Zunächst Studium der „Klassischen Disziplinen“ (Literatur, Philosophie, Mathematik und Astrologie), danach verdingte er sich am Hofe des Seldschukenprinzen Ahmad Sandschar. Vorbild für Autoren von Quasiden. Schrieb die besten Ghaselen bis zum Erscheinen Saadis.

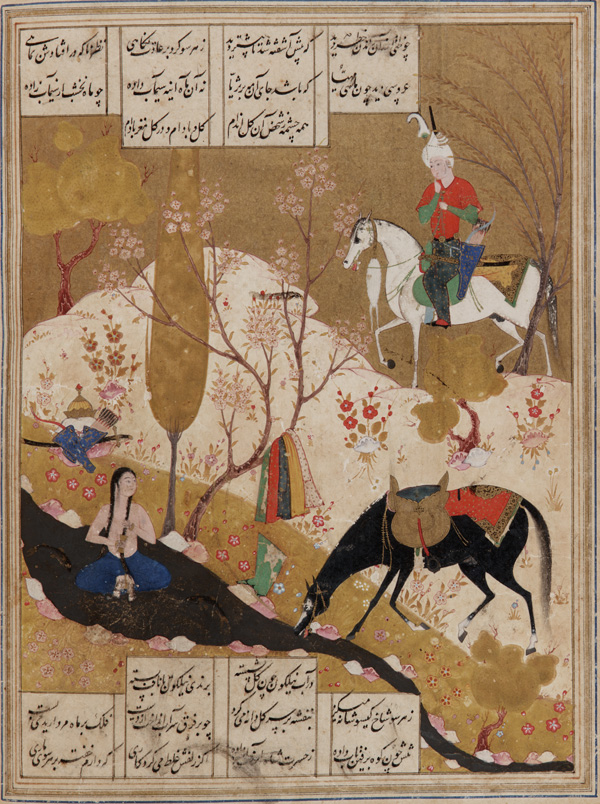
Szene aus Chosrau und Schirin von Nezami

- Modschir († 1197) von Beilaqan, einer heute in Ruinen liegenden Stadt in Aserbaidschan. Er gilt als einer der besten Verfasser von Panegyriken seiner Zeit. Schüler Chaqanis (allerdings mit einem klareren Stil), gegen den er jedoch später satirische Verse schrieb. Lebte zunächst am Hofe der Atabegs von Aserbaidschan, später am Hofe des Seldschuken Arslan ibn Toghril. Er starb in Isfahan, wo er einem Mord zum Opfer fiel.
- Nezami (1141–1209); geboren in der Stadt Gandscha, dem heutigen Gəncə im Kaukasus (Aserbaidschan), lebte Nezami weit weg von den Höfen der Herrscher, doch widmete er seine Werke, gemäß dem Brauch der Zeit, den Fürsten Aserbaidschans. Er zählt zu den Meistern der Persischen Literatur. Nezami verfasste einen Dīwān mit bedeutenden mystischen lyrischen Gedichten, fünf Masnawīs, den Chamse (wörtl.: Fünfersammelband) oder Pandsch Gandsch (Fünf Schätze) mit didaktischen und moralischen Gedichten, weiterhin einige Romane (in Versen), die sich auf alte sassanidische oder auch arabische Legenden bezogen. In unerwarteten Wortverbindungen drückt Nezami subtile Gedanken aus, wobei er das gesamte persische Kulturgut (Literatur, Wissenschaft, Philosophie) mit einem unübertroffenen eigenen Können verbindet. Die von ihm gewählten Wörter und Metaphern sind hierbei stets zur Wahrung einer Gesamtharmonie seiner Werke, u. a. Scharafname (persisch شرفنامه), gewählt.
- Fariduddin Attar (1136–1220) ist einer der bedeutendsten Repräsentanten der Sufidichtung in Iran. Zunächst war er als Drogist (Apotheker) in seiner Heimatstadt Nischapur tätig (wovon sich auch sein Name Attār = Drogist ableitet). Als Dichter hinterließ er ein umfangreiches Werk. Neben einer in Prosa gehaltenen Sammlung von Biographien der Scheich-Sufis, dem „Gedenkbuch der Heiligen“ und einem lyrischen Diwan hinterließ er auch diverse Masnawīs, darunter „Die Konferenz der Vögel“ und „Die sieben Städte der Liebe“. Masnawīs sind in einfachem Stil gehaltene, lehrreiche, tiefempfundene und bewegende Sentenzen, ausgeschmückt mit einer Reihe von Anekdoten und Parabeln. Er starb wohl 1220 zur Zeit der Einnahme Nischapurs durch die Mongolen.
- ‘Erāqī aus Hamadan (1213–1289), einer der berühmten mystischen Dichter des 13. Jahrhunderts. Im Alter von 18 Jahren, nach Abschluss einer literarischen und wissenschaftlichen Ausbildung, zog er nach Indien (Hindūstān), wo er sich in Multan unter dem Scheich Bahā od-Din Zakariya niederließ. Später folgten weitere Reisen nach Arabien und Kleinasien, wo er unter Scheich Sadr od-Din von Konya, einem Schüler des berühmten arabischen Mystikers Muhyī ad-Dīn ibn al-'Arabī, studierte. Danach reiste er wiederum nach Ägypten und Syrien, wo er auch starb. Er wurde in der Nähe des Grabes Muhyī ad-Dīns begraben. Er hinterließ einen Diwan mit unterschiedlichen Gedichten, eine Masnawīdichtung, ‘Oššāqnāme (Buch der Liebenden), in der er die Abstufungen mystischer Liebe beschreibt, und eine in Prosa verfasste Abhandlung, die später von Dschāmi kommentiert wurde. Er kann als vollkommener Mystiker bezeichnet werden, der sich in klarer und bestimmter, gleichzeitig aber auch leidenschaftlicher Form äußert, wobei er sich auch Gedanken über die Lehre (Vermittlung) der Mystik macht.

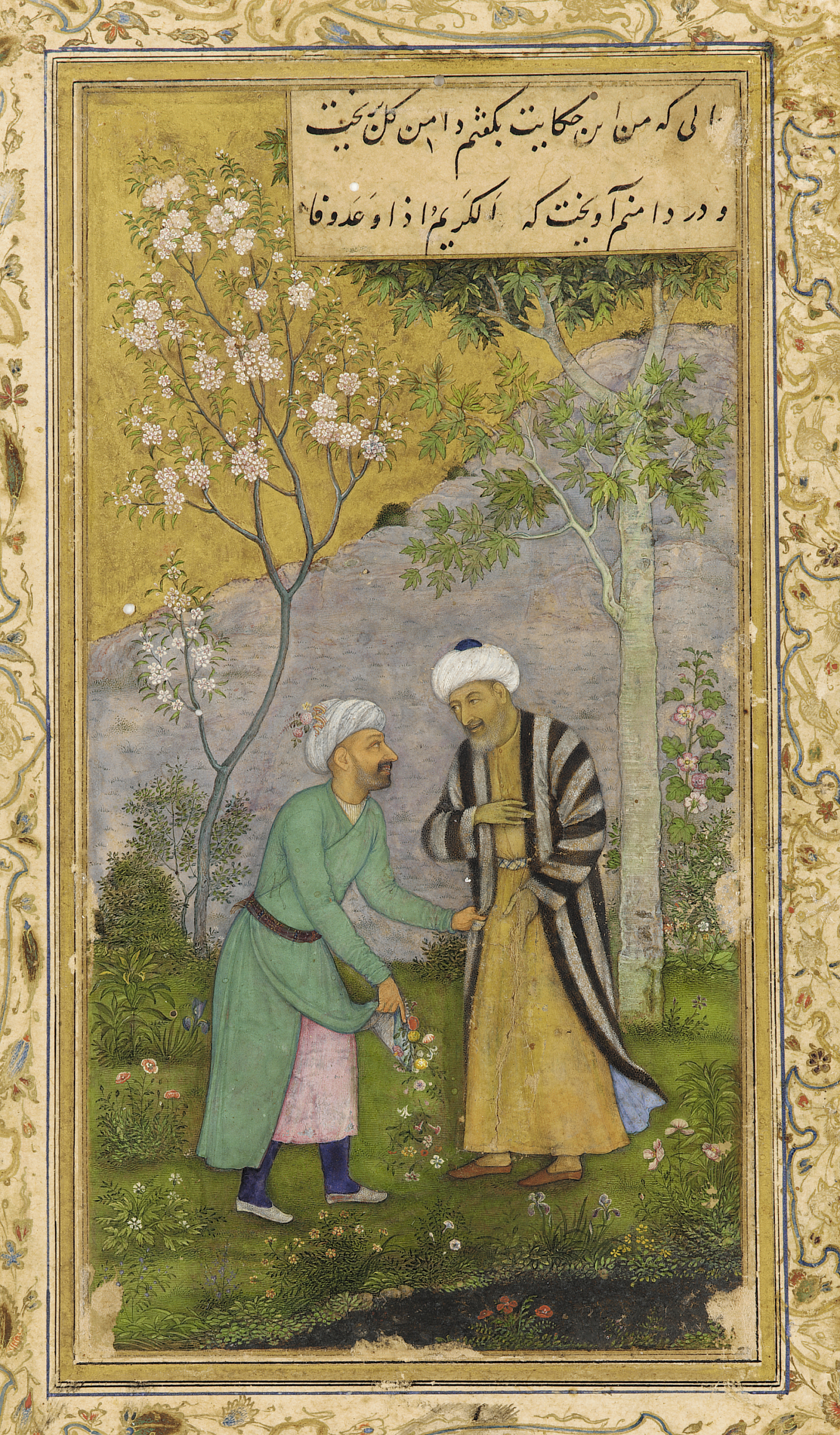
Saadi in einem Rosengarten, Miniatur aus einem Manuskript des Rosengartens in der Freer Gallery of Art, Washington, D.C.

- Saadi (* Anfang des 13. Jahrhunderts – 1291 od. 1294) ist einer der berühmtesten Dichter Persiens. Seine Jugend verbrachte Saadi in Bagdad, wo er zunächst Literatur und Religionswissenschaften studierte. Danach reiste er in den Irak, nach Syrien und nach Hidschāz. Gegen Mitte des Jahrhunderts kehrte er zurück nach Schiras, seinem Geburtsort, wo er seine beiden berühmten Sammlungen moralischer Anekdoten, den in Versen geschriebenen Bustān (1257) und das mit Versen versehene Prosawerk Golestān (Rosengarten) (1258) fertigstellte. Danach führte er außerhalb von Schiras das Leben eines Einsiedlers. Neben Ferdousi, Hāfez und Nezami zählt er zu den größten Dichtern Irans. Wie kaum andere beherrscht er die persische Sprache, was sich gerade in seinen Sentenzen und Sprichwörtern zeigt. Seine Werke sind wortgewandt, flüssig und fesselnd zugleich. Auch seine Ghazale zeugen von höchster Anmut. Neben den bereits genannten Werken verfasste er noch einige weniger umfangreiche Prosaschriften, darunter einige Essays und den Rat für die Herrscher. Hier eines seiner Gedichte in der Übersetzung von Friedrich Rückert: O ihr Gebornen eines Weibes/ Seid ihr nicht Glieder eines Leibes?/ Kann auch ein Glied dem Weh verfallen,/Dass es nicht wird gefühlt von allen?/ Du, den nicht Menschenleiden rühren,/ Kannst auch den Namen Mensch nicht führen. (Trivia: Über dem Eingang der UNO findet man dieses Gedicht Saadis.)
- Dschalal ad-Din ar-Rumi (1207–1273, genannt Moulawi, Mevlana oder Moulanā) war der bekannteste und vielleicht beliebteste Vertreter der Sufidichtung. Geboren in Balch, begleitete er schon im Kindesalter seinen Vater auf Grund der Mongoleninvasion nach Kleinasien, wo sich die Familie in Konya niederließ. Unterrichtet von seinem Vater Bahā od-Din Mohammad und dessen Schüler Borhān od-Din Mohaqqh von Termiz, vervollständigte er seine Studien in Syrien. Zurück in Konya, unterrichtete er Theologie. Bei dieser Gelegenheit machte er die Bekanntschaft des Mystikers Schams-e Tabrizi, unter dessen Einfluss er großen Enthusiasmus für die Mystik entwickelte, was ihn in den letzten dreißig Jahren seines Lebens prägte. In dieser Zeit verfasste er auch seine großen Werke. Sein Masnawī zählt zu den Meisterwerken der mystischen Literatur schlechthin. Hier behandelt er die wichtigsten religiösen und moralischen Fragen, die er ebenfalls mit Anekdoten und traditionellen Sprichwörtern illustriert. Auch seine Ghazale, die er seinem Lehrmeister Chams od-Din Tabrizi widmete, sind höchst sublim und zeugen von großer lyrischer Schönheit. Daneben verfasste er eine Sammlung von Vierzeilern (Rubāʿī), eine mystische Abhandlung und Prosaepisteln. Sein Stil, der die Tradition der Dichter Chorasans widerspiegelt, ist schlicht und bemerkenswert schnörkellos.
- Hafes (*Anfang des 14. Jahrhunderts – 1389) zählt zu den Größten der persischen Literatur und ist gleichzeitig der im Ausland bekannteste persische Dichter (er wurde ebenfalls von Goethe sehr geschätzt). Bis auf kürzere Reisen nach Yazd und Isfahan verbrachte er sein Leben meist in seiner Geburtsstadt Schiras, wo er als Gelehrter und trotz des Ansehens, das er am Hofe der Mozaffariden-Fürsten in seiner Geburtsstadt genoss, doch sehr bescheiden lebte. Dennoch gab es auch Phasen der Ungnade am Hofe, was sich in seinen Werken schmerzhaft niederschlug – und so näherte er sich Schāh Choda (1357–1383) an. Sich seines Genies bewusst, erlaubte er es sich, sich beim Verfassen von Panegyriken (Lobesreden) zurückzuhalten und seine Protegés ebenfalls lediglich in Andeutungen in seinen Ghazalen zu erwähnen. Auch wenn Hāfez’ Werk weniger umfangreich ist als das anderer persischer Dichter, zeugt es von einem ungeheuren Reichtum an Facetten, Nuancen und an Schlagfertigkeit, wobei es dennoch einem großen Publikum über die Jahrhunderte hinweg zugänglich blieb. Hāfez zählt zu den populärsten Dichtern Irans und sein Diwan dient allgemein als Mittel der Weissagung. Seine Dichtung, sowohl mystisch als auch weltzugewandt, zeugt von einer ungemeinen verbalen Harmonie und einer Überfülle an Bildern und Bedeutungen, was sich erschwerend und einschränkend auf deren Übersetzung auswirkt.
- Ne’matollāh Wali (1329–1437) war wohl einer der größten mystischen Meister seiner Zeit. Der von ihm gegründete Derwischorden (Der Orden der Nematollahis bzw. Nimatullahi-Tarīqa) ist heute noch einer der bedeutendsten seinesgleichen in Iran. Geboren in Aleppo, Syrien, zog er später nach Samarqand, Herāt, Yazd und Kermān, wo er auch starb. Die Stadt wird auch heute noch von vielen Pilgern des Sufismus besucht.
- Dschāmi (1414–1492), einer der letzten Sufi-Dichter der klassischen Epoche. Geboren wurde er in Dschām, in Chorāsān. Nach hochgradigen theologischen und literarischen Studien in Herāt und Samarqand schloss er sich der sufischen Brüderschaft der Naqschbandīya an, deren Vorgesetzter er wurde. Gleichzeitig wurde er von den Timuridenfürsten hoch geschätzt, unter deren Herrschaft er lebte (speziell der Hoseyn Bayqaras). Er war ein sehr schöpferischer Dichter und hinterließ neben einigen Prosaschriften (mystischen Essays und Biographien von Sufis), die er auf Persisch und Arabisch verfasste, drei Diwane, fünf Masnawīdichtungen (die er im Stile Nezamis hielt), sowie eine Anekdotensammlung in Prosa, in die er im Stile des Golestān von Saadi Verse einflocht. Sein weiteres Vorbild war Hāfez. Trotz seines steten Bemühens, seinen Vorgängern zu folgen, mangelte es Dschāmi nicht an Originalität. Seine Reichhaltigkeit im Stil und seine Handhabung der Sprache machten ihn zu einem der Meister der Persischen Literatur.
- Mir ʿAli Schir Nawāʾi (1441–1501), Dschāmis Schüler und ein bekannter Dichter am Hofe der Timuriden.

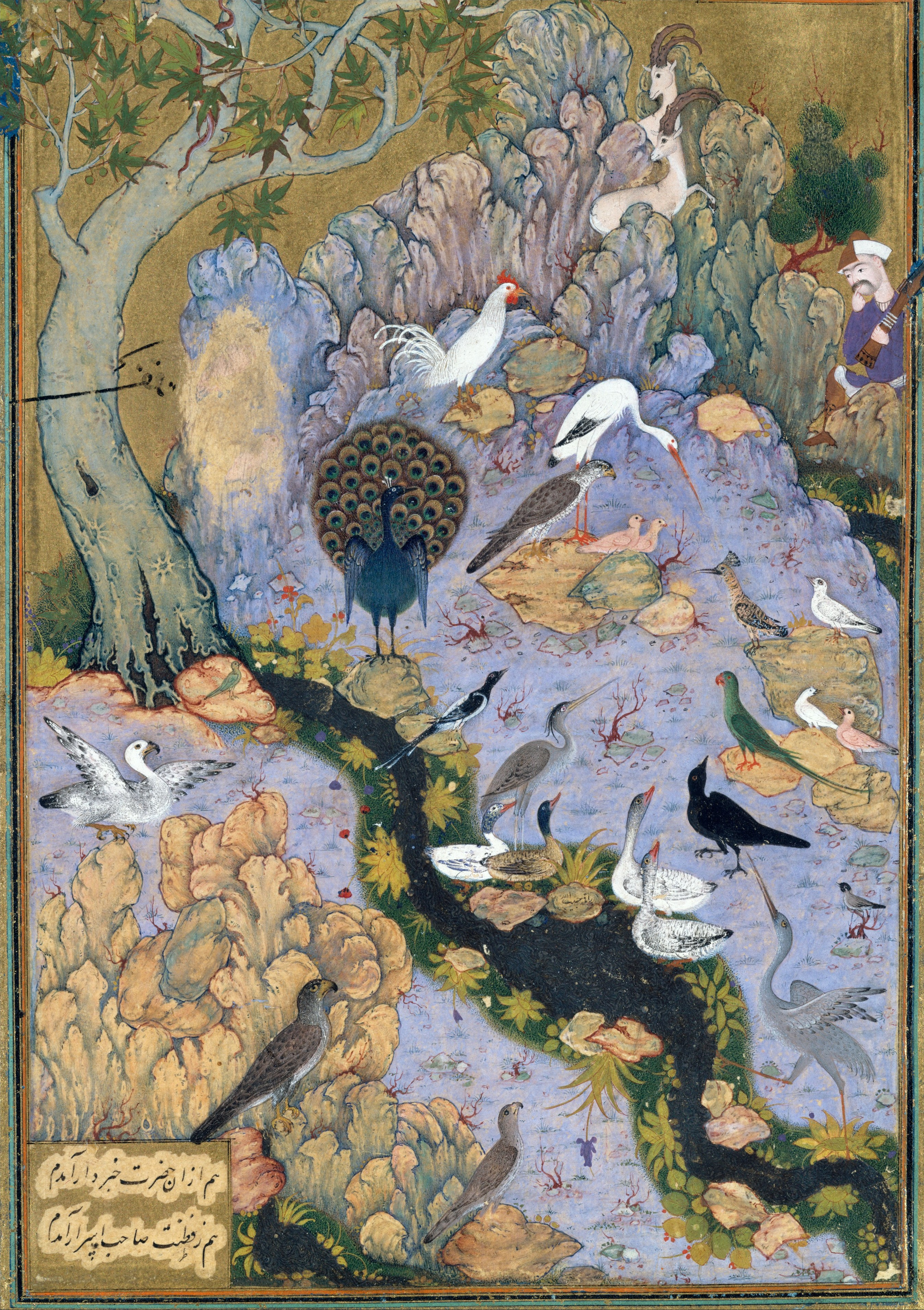
Illustrationen von Attārs Die Konferenz der Vögel (13. Jahrhundert)
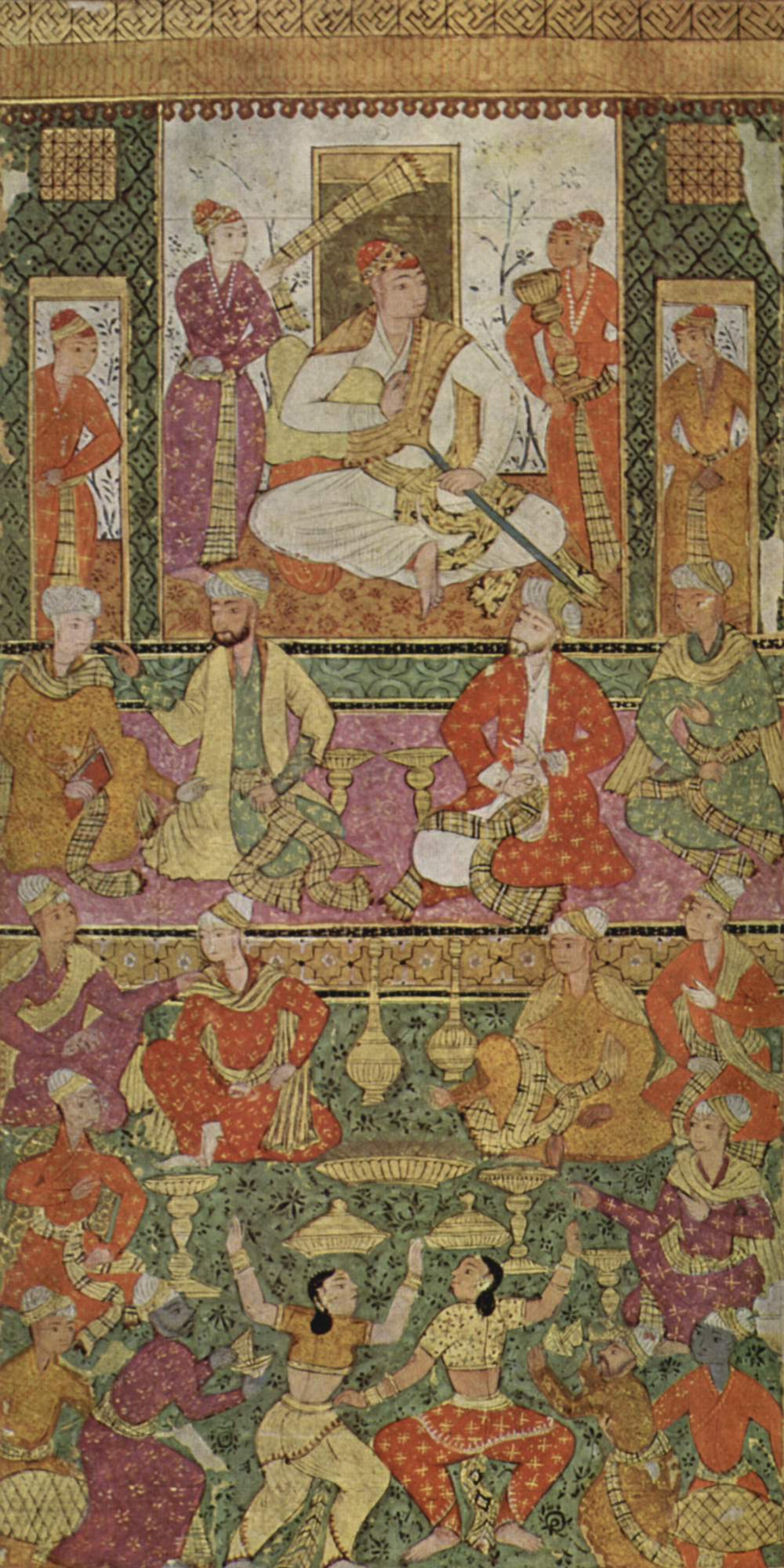
Diwan des Hāfez, 14. Jahrhundert
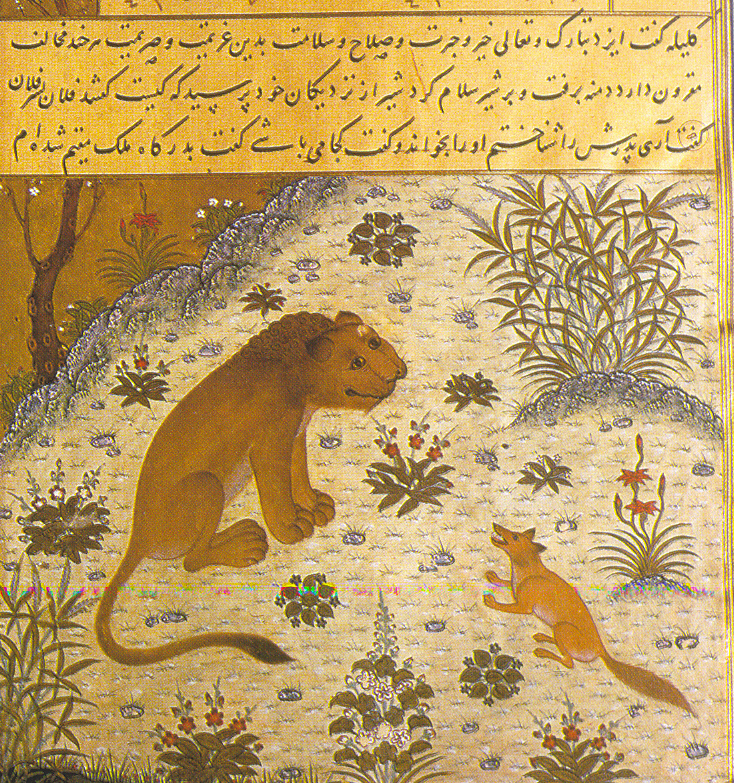
Kalile o Demne, Rudaki, Fassung von 1429
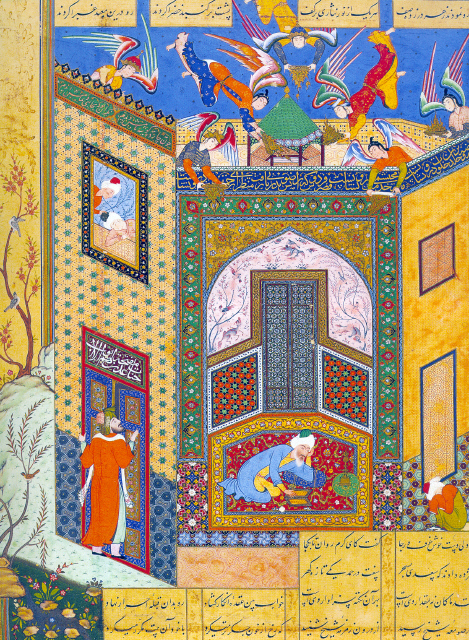
Illustrationen von Dschāmis Rosengarten der Frommen, 1553.

### Berühmte Dichter des indischen Stils – postklassische Periode
- Amir Chusrau (1253–1325), Sohn eines türkischen Vaters und einer indischen Mutter, Verfasser zahlreicher Werke in Lyrik und Prosa, gilt als größter persischer Dichter des indischen Stils. Neben seiner Chamsa verfasste er mehrere Masnawīs zur Geschichte Indiens.
- Hasān Dihlavi (1274–1337), der eine mystische Tonalität in die persische Dichtung Indiens einführt, wird zusammen mit Amīr Chusrau zu den Begründern des indo-persischen Ghasels gezählt.[2]
- Orfi-e Schirazi (1555–1590), ist einer der besten Repräsentanten der sog. Indischen Schule des 16. Jahrhunderts. Er gilt als außerordentlich origineller Dichter, auch wenn er unter Iranern relativ unbekannt ist. Schon in frühen Jahren verließ er Iran, um sich am Hofe des Großmoguls Akbar in Lahore (1556–1605) niederzulassen. Er hinterließ einen Diwan und zwei Masnawīs.
- Faizi, auch Feisi und Feyzi (1556–1605), geboren in Agra, Indien, verbrachte sein gesamtes Leben am Hofe des Großmoguls Akbar, wo er Orfi protegierte. Großer Gelehrter, der er war, verfasste er einen Kommentar des Korans und fertigte Übersetzungen aus dem Sanskrit ins Persische an. Er hinterließ ferner einige Ghazale (Qawwali), Qasiden und mehrere Masnawīdichtungen.
- Tāleb-e Āmoli († 1626), geboren in Āmol, Mazandaran, lebte in Kaschan und Marw, bevor er sich am Hofe des Großmoguls Jahangir (1605–1627) in Indien niederließ, wo er als Dichterfürst tätig war. Er verfasste einen Diwan und den Dschahāngirnāme in epischem Stil.
- Sā’eb-e Tabrizi (1607–1670), geboren in Isfahan als Sohn einer Kaufmannsfamilie Täbriser Ursprungs, war zunächst am Hofe der Safawiden tätig, bevor er sich an den Hof des Großmoguls Shah Jahan begab. Danach ging er an den Hof Abbās' II. (1633–1666), wo er als Dichterfürst wirkte. Danach ging er ein weiteres Mal nach Indien, bevor er endgültig nach Iran zurückkehrte, wo er bis ans Ende seines Lebens blieb. Er ist unter Iranern wenig bekannt, doch ist er sowohl in Indien als auch in der Türkei sehr angesehen. Er kann sicherlich als einer der brillantesten Dichter der Post-klassischen Literatur betrachtet werden.
- Mirzā Dschalāl Asir (1619–1658) stammte aus einer Familie von Sayyids aus Isfahan unter Abbās II. Er verfasste Qasiden, feine und subtile Ghazale (Qawwali), Rubā’is und weitere Versdichtungen. Ab Beginn des 18. Jahrhunderts wurde er oft von den Liebhabern des indischen Stils imitiert.
- Hakim Abdul Qāder-e Bidel Dehlawi (1645–1721), geboren in ʿAẓīmābād (Bihar), verbrachte den größten Teil seines Lebens in Einsamkeit und Freiheit in Schāh Dschahān Ābād (damalige Bezeichnung von Delhi), wo er sich der mystischen Meditation und dem Verfassen mehrerer Werke in Prosa und Lyrik hingab. Er schrieb mehrere Masnawīs und einen Diwan mit Lyrik unterschiedlicher Gattungen. Nach Amir Chusrau gilt er als bester Vertreter der persischen Dichtung indischen Stils. In seinen Werken verbinden sich subtile mystische Gedanken mit komplizierter Begrifflichkeit und Bildern.

### Berühmte persische Dichter des persischen Stils – Post-klassische Periode
- Moschtāq (1689–1757), geboren und gestorben in Isfahan war er einer der Vorreiter der Reaktion gegen den indischen Stil. Er selbst bediente sich in seinen Dichtungen des sog. irakischen Stils, der sich durch eine neue Themenwahl und Ausdrucksweise auszeichnete.
- ʿĀšeq (1699–1767) (türkische Schreibweise Aşık, Kurzform für ʿĀšeq Esfahāni, eigentlich: Moḥammad Chan). Ebenfalls aus Isfahan, setzte er sich für eine Rückbesinnung auf den Stil des 13. und 14. Jahrhunderts ein.
- Āzar († 1780) lebte in Chorāsān, Esfahān und Schiras, wo er sich ebenfalls an der Reaktionsbewegung gegen den indischen Stil beteiligte. Am Hofe der Nachfolger Nader Schahs sowie am Hofe Karim Khan-e Zands verfasste er Panegyriken. Weiterhin verfasste er eine Gedichtssammlung, Atasch Kade (Feuertempel), und ein romanesques Epos, Yusof o Soleika (Joseph und die Frau Putiphars) nach Dschāmis Vorbild.
- Hātef († 1783) (hauptberuflich Arzt) wirkte entscheidend auf die Rückbesinnung auf den klassischen Stil ein. Auf Persisch wie auf Arabisch verfasste er hervorragende Prosawerke und Versdichtungen. Er hinterließ eine Sammlung von Qasiden, Ghazalen und strophischen Gedichten (Tardschiband(e)), in eloquentem, klarem und präzisem Stil.
- Medschmār († 1810) (eigentlich: Modschtahed-os-choara Seyyed Hoseyn Tabataba’i – genannt: Medschmār), geboren in Isfahan, kam er in jungen Jahren nach Teheran, wo er mit Hilfe des Dichters Nechāt am Hofe Fath Ali Schāhs eingeführt wurde. Er imitierte erfolgreich und äußerst eloquent einige Ghazale des Dichters Saadi.
- Fath Ali Chān Sabā († 1822), offizieller Dichter von Fath Ali Schāh. Spätestens mit ihm erreichte die Reaktionsbewegung ihre volle Blüte. Er verfasste einige längere Gedichte: Eines über die Regierungszeit Fath Ali Schāhs, ein weiteres über Mohammed und Ali, weiterhin ein moralisches Gedicht, das er im Stile Saadis (Bustān) schrieb.
- Nechāt (1761–1828) (Mo’tamid od-Doule Mirzā Abd ol-Wahhab Nechāt), geboren in Esfahān, lebte ab 1808 in Teheran, wo er Staatskanzler am Hofe Fath Ali Schāhs war. Seine Kalligraphien machten ihn berühmt. Er verfasste Briefe in eleganter Prosa, lange Masnawīen sowie lyrische Dichtung von hoher Vorstellungskraft und stilistischer Schönheit (seine Ghazale erinnern an jene von Hafis). Auch seine Qasiden und Masnawīs nähern sich denen der alten Meister an. Gelegentlich macht sich in seiner Dichtung ebenfalls eine Vorliebe für die Mystik bemerkbar.
- Foroughi (1798–1857) (Mirzā Abbās Foroughi), geboren in Bastam, zählt zu den besten persischen Dichtern des 19. Jahrhunderts. Zunächst verfasste er die Panegyriken der Kadscharenherrscher. Im Verlauf der zweiten Hälfte des Jahrhunderts verschrieb er sich mehr und mehr der Mystik und verfasste einige gedanklich und stilistisch beeindruckende Ghazale.
- Scheibāni (1825–1890) zählt zu den bedeutenden Dichtern des 19. Jahrhunderts in der persischen Dichtung. Spross einer militärischen Adelsfamilie, verfasste er die Panegyriken für Mohammad Schah Kadschar, Nāser ad-Din Schāh sowie dessen Sohn. Später wandte er sich mehr der Mystik zu und verfasste außerdem einige Prosaschriften. Seine Lyrik trug zu einer Vereinfachung des Stils bei.
- Amiri (1860–1917) (Sādeq Chān-e Farahan, mit Titel Abibolmamalek (Schriftgelehrter des Empirs)) entstammte einer Familie von Schriftstellern. Er kannte mehrere Fremdsprachen des Orients und des Okzidents. Er beteiligte sich an der Konstitutionellen Revolution und übernahm während des Aufschwungs der Presse einige Zeitschriften. Er beherrschte fast alle traditionellen Formen der Dichtung, vor allem die der Qasiden, derer er sich vor allem auch zum Ausdruck seiner neuen Ideen und seiner Sozialkritik bediente. Sein Werk zeigt den Einfluss europäischer Schriftsteller.
- Iradsch (1874–1926) (eigentlich Iradsch Mirzā oder auch Iraj Mirza (der Prinz Mirzā)) gehörte einer jüngeren Linie der königlichen Familie an. Außerordentlich gut ausgebildet (er beherrschte die arabische, türkische, französische und russische Sprache), war er eine Zeit lang offizieller Dichter des Hofes, doch zog er schließlich eine Beamtenlaufbahn vor. Auch wenn er sich an den politischen Kämpfen der Zeit nicht beteiligte, entwickelte er viele neue Gedanken, die den Einfluss des Okzidents widerspiegelten. Er engagierte sich ebenfalls in der neuen Frauenbewegung. Seine in einfachem Stil verfassten Gedichte zeugen außerdem von einem Sinn für Humor. Er ist unter Iranern sehr beliebt.

## Persische Literatur des 20. Jahrhunderts (Iran)
Bereits gegen Mitte des 19. Jahrhunderts hatte sich in der persischen Literatur der Beginn einer neuen Ära gefolgt von drastischen Veränderungen in Form und Stil angekündigt. Exemplarisch hierfür kann ein Vorfall am Qadscharenhofe Nāser od-Din Schāhs gesehen werden, bei dem der reformorientierte Premierminister der Zeit, Amir Kabir, den Dichter Habibhollāh Qā’āni der „glatten Lüge“ bezichtigte, als dieser ihn in einer Lobeshymne (Panegyrikus) qasidischen Stils pries. Diese Form der Dichtung wurde von nun an als fortschrittshemmend und der Modernisierung entgegenstehend betrachtet. Stattdessen wurden immer mehr Stimmen laut, die die Literatur als Sprachrohr sozialer Bedürfnisse und des sozialen Wandels betrachteten. Diese neue Tendenz kann nur im Zusammenhang der intellektuellen Bewegung im Kreise der iranischen Philosophen der Zeit in Verbindung mit den sozialen Veränderungen gesehen werden, die ihren Höhepunkt in der Konstitutionellen Revolution (1905–1911) fanden. Dichter wie Ali Akbar Dehchoda und Abu l-Qāsem Aref versuchten dies in der Art dichterisch umzusetzen, als sie neue Inhalte in die persische Dichtung einführten und im Bereich der Struktur, der rhetorischen Figuren (siehe auch Liste rhetorischer Stilmittel) und der Lexikosemantik experimentierten.
Auch wenn im Zusammenhang dieser Veränderungen häufig argumentiert wurde, dass der Begriff der Modernisierung mit dem der Westernisierung gleichzusetzen wäre, kann jedoch argumentiert werden, dass all die Vertreter der neuen Bewegung sicherlich durch Tendenzen vor allem in der europäischen Literatur inspiriert wurden, diese jedoch nicht blind kopierten, sondern den Bedürfnissen der sozialen und kulturellen Realität in Iran anpassten.
Sādeq Hedāyats Modernismus beispielsweise äußert sich in einer säkularen Kritik der iranischen Gesellschaft – ohne jegliche ideologische Festlegung – sondern in einer die Realität erfassenden und dennoch persönlichen, subjektiven, sehr einfühlsamen Wahrnehmung der unterprivilegierten und einfachen Bevölkerungsschichten der iranischen Gesellschaft, wie man es derart vor allem in seinen Novellen finden kann.

### Lyrik

#### Persische Moderne
- Mohammad-Taqi Bahar (1886–1951), geboren in Maschhad, kann als größter Dichter der persischen Moderne angesehen werden. Als Schriftsteller und als Politiker nahm er aktiv an der revolutionären Bewegung seiner Zeit teil. Ab 1916 animierte er die Gesellschaft für Literatur Daneschkade, die sich zum Ziel gesetzt hatte, „Mit neuen Gedanken antike Verse“ zu schreiben. Als Professor an der Universität Teheran gehörte er zu jenen, die zur Weiterentwicklung der Literaturgeschichte beitrugen. Seine Inspiration schöpfte er aus dem Leben seiner Zeit – sie war politisch, sozial und moralisch geprägt. Sein Wirkungsspektrum umfasste alle lyrischen Formen, speziell jedoch die der Qasiden. Er verstand es meisterhaft, traditionelle Elemente harmonisch mit Elementen der modernen Sprache (hier Archaismen mit Elementen der Alltagssprache (auch Dialekten)) zu verbinden. Mit seiner Erweiterung der Inspiration und der Ausdrucksmittel übte er einen großen Einfluss auf die Dichtung des 20. Jahrhunderts aus.
- Raschid Yasemi (1896–1951), geboren in Kermanschah. Als Professor der Universität Teheran veröffentlichte er Untersuchungen zur Persischen Philologie und Geschichte (siehe auch Iranistik). Außerdem übersetzte er Werke französischer Schriftsteller. Als Dichter machte er sich für diejenigen stark, die für eine Erneuerung der persischen Dichtung ohne Aufgabe traditioneller Elemente kämpften. Seine Ideen gehen in Richtung Moderne, sein Stil, weich und melodisch, spiegelt zum einen die Kultur der Klassik wider, zum anderen den Einfluss der französischen Dichtung.
- Parvin E’tesami (1907–1941) kann als beste Dichterin der persischen Moderne gesehen werden. Als Tochter eines bedeutenden Dichters befasste sie sich in erster Linie mit ethischen und sozialen Themen, die sie gefühlsbetont in klassischer Form (in Qasiden, Ghazalen und der Masnawīform) behandelte. Ihr Stil ist leicht und klar, wobei sie sich maßvoll der modernen Sprache bedient, um traditionelle Metaphern zu beleben.

#### Das „Neue“ Persische Gedicht (Sche’r-e Nou)

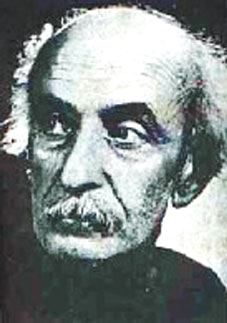
Nimā Youschidsch

- Nima Youschidsch (1896–1960), wird häufig als Vater der „Neuen“ Persischen Dichtung bezeichnet. Geboren in Yusch, einem Dorf in Mazandaran, im Norden Irans, wuchs Nimā Yuschidsch ländlich auf, wobei er seinem Vater regelmäßig bei der Arbeit zur Hand ging und gelegentlich mit den Hirten der Umgebung am Lagerfeuer kampierte. Ihre einfachen doch unterhaltsamen Geschichten, die sie ihm dort erzählten, auch über Konflikte innerhalb der Dorfbevölkerung, beeindruckten ihn sehr. Nachdem er zunächst eine religiös orientierte Maktab (Schule) besucht hatte, schickten ihn seine Eltern mit 12 Jahren nach Teheran auf eine katholische Schule. Einer seiner Lehrer dort, Nezām Wafa, selbst ein bekannter Dichter, entdeckte und förderte Yuschidschs dichterisches Talent. Das in jeder Hinsicht gegensätzliche neue Leben verbunden mit den neuen Lehrinhalten, die nicht seiner Lebensumgebung entsprachen, drängten Nima in seiner Dichtung zu einer Suche nach neuen Darstellungsmethoden bei der Verarbeitung der Eindrücke. Zunächst noch der Tradition Saadis und Hāfez verbunden, löste er sich immer mehr von den alten Vorbildern, bis er gänzlich neue Wege beschritt: im Zentrum der Darstellung stand nun der „kleine Mann“ in seiner Bewältigung aktueller Problematiken. Hierbei bediente er sich der natürlichen, auch lokal gefärbten Alltagssprache, neuer Schemen, die einen freien Fluss der Gedanken erlaubten – befreit von den bislang vorgegebenen Versmaßen. Auch Reim und Rhythmen wurden verändert, Personifikationen verwendet. Symbolismen folgten der strukturellen Integrität, wobei seine Gedichte als Dialog zwischen mehreren (2–3) symbolischen Referenzen gelesen werden konnten. Hāfez hatte sich bereits einer solchen Technik bedient, jedoch eher auf einer thematischen als symbolischen Ebene. Nimas Gedichte erreichten die Öffentlichkeit erst gegen 1930, doch stellten sie einen Wendepunkt im Verständnis der Prinzipien traditioneller Dichtkunst dar, der die folgende Dichtung nachwirkend beeinflusste.

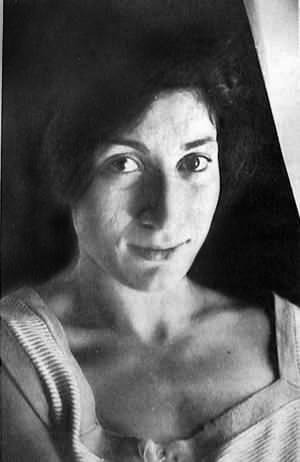
Forugh Farrochzad

- Forugh Farrochzad (1935–1967) gehörte der ersten Generation an, die den neuen Gedichtsstil Nimās annahm, der ein verstärktes Experimentieren mit Rhythmus, Bildern und des Einflusses der Dichterpersönlichkeit selbst in die Dichtung beinhaltete. Als erste Dichterin verarbeitete sie sexuelle Themen aus der persönlichen und weiblichen Sicht des Gegenstandes in ihren Gedichten. Neben der Dichtung erweiterte sie ihr künstlerisches Wirken auf die Malerei, Schauspielerei und die Dokumentarfilmerstellung.
- Ein weiterer bedeutender Vertreter der Neuen Dichtung ist Sohrab Sepehri (1928–1980), Dichter und Maler. Seine Gedichte kennzeichnet eine starke Verfechtung humanistischer Werte und eine ausgeprägte Liebe der Natur. Er starb frühzeitig an den Folgen seiner Leukämieerkrankung.

#### Das „Weiße Gedicht“ (Sche’r-e Sepid)
Das Sepid-Gedicht (Das Weiße Gedicht) stellt eine Weiterentwicklung des Neuen Gedichts dar, das sich weiter von den bisherigen Regeln und Einschränkungen der Dichtkunst entfernte und eine freiere Struktur entfaltete. Gemäß der Dichterin Simin Behbahāni (1927–2014) muss Bidschan Dschalāl (* 1927) als Entwickler dieser Gedichtsform gesehen werden, da sie erst durch seine Werke allgemeine Beachtung und Anerkennung fanden. Ein weiterer ebenso bedeutender Repräsentant dieser Dichtungsrichtung ist Ahmad Schāmlou (1925–2000), der sich auf die Musikalität und sprachimmanente Poetik der Wörter besann und sie in einem prosagleichen Prozess verarbeitete, ohne dabei den Gedichtscharakter zu verlieren. Simin Behbahāni selbst verschrieb sich eher dem Chār Pare-Stil Nimās, um sich dann wieder dem Ghazal zuzuwenden, das sie entscheidend weiterentwickelte, indem sie Themen des Theaters und des Alltags in Verbindung mit Alltagskonversationen in diese Gedichtsform einführte und den Umfang an traditionellen persischen Versformen erweiterte. Ihre Werke zählen zu den bedeutendsten der persischen Literatur des 20. Jahrhunderts.

#### Gedichte der Brückenbildung
1951 brachte der Dichter Mehdi Achawān Sāles (1928–1990) eine Literaturzeitschrift, Orgān, heraus, in der er Gedichte der Brückenbildung zwischen dem traditionellen Chorāsān-Stil und Nimās neuem Gedichtsstil veröffentlichte. Er selbst ist einer der bedeutenden Dichter des 20. Jahrhunderts, der die freien Rhythmen in eine moderne Form des Epos einführte. Auch Fereydun Moschiri (1926–2000), der die geographische und soziale Bandbreite der persischen Literatur des 20. Jahrhunderts erweiterte, lässt sich in diese Richtung einordnen. Eine Mittelstellung zu Nimā, Schāmlou und Sāles nimmt  Rezā Schafi’i-Kadkāni (* 1939) (ein Dichter der Vorrevolution (1979)) ein, dessen Werke Einflüsse von Hāfez und Dschalal ad-Din ar-Rumi zeigen, gleichzeitig inspiriert durch die politische Atmosphäre der Zeit sind.

### Prosa

Sādeq Hedāyat

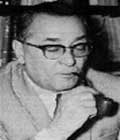
Parwiz Natel-Chanlari

Im Rahmen eines Schriftstellerkongresses im Jahre 1946 verkündete der Literaturprofessor und Literat Parviz Natel-Chanlari die Zukunft der Literatur als das „Zeitalter der Prosa“, was zu jener Zeit angesichts der weitreichenden Tradition im Genre der Dichtung als recht kühne Behauptung bewertet wurde. Auch wenn die Lyrik heute noch ihre bedeutende Stellung in der literarischen Produktion keineswegs eingebüßt hat und ein wichtiges Mittel des Ausdrucks bleibt, zeigt die literarische Entwicklung jedoch eine entscheidende Hinwendung in Richtung Prosa (vgl. Ghanoonparvar. S. 1).
Seit die Prosa in den frühen 1920er Jahren mit der Veröffentlichung Dschamālzādes (1895–1997) anekdotischen Geschichten Yeki bud Yeki nabud [Es war einmal] diesen Weg eingeschlagen hatte, durchlief sie mehrere Phasen, die wesentlich durch die sozialen und politischen Bedingungen und Verhältnisse ihrer Zeit geprägt waren. Ghanoonpar hierzu: „Perhaps in no other country has the development of literature been so closely associated with social and political fluctuation as in Persia during the [present] 20th century.“ (Gh, S. 1) In seinem Vorwort zu Yeki bud Yeki nabud formulierte Dschamālzāde, der noch stark durch den post-revolutionären (1905–1911) Elan seiner Zeit inspiriert war, das Quasi-Manifest der modernen persischen Literatur, in dem er für eine „Demokratisierung der Literatur“ plädierte. Die Funktion der Literatur sah er hier zum einen in der Erziehung der Massen, zum anderen im Festhalten volkstümlicher und sozial-regional variierender Redeweisen.

Die einflussreichste Persönlichkeit der persischen Prosa des 20. Jahrhunderts bleibt jedoch Sādeq Hedāyat (1903–1951), der Dschamālzāde in den 1930er Jahren in seinem Interesse für verschiedene Aspekte der persischen Kultur und Sprache in seinem für ihn (Hedāyat) charakteristischen sehr persönlichen, philosophischen, bisweilen surrealen und sehr pessimistischen Stil folgte (s. hierzu vor allem Die blinde Eule (1937) [Eule: Symbol der Weisheit]). Die persische Literatur der 1940er Jahre zeichnete sich sodann durch ein vordergründiges sozio-politisches Interesse aus, das dem künstlerischen Aspekt einen ihm untergeordneten Stellenwert beimaß. Zu den angesehensten Vertretern dieser Zeit zählen Bozorg Alavi (1904–1997), der während der Regierungszeit Rezā Schāh Pahlavis auf Grund seiner marxistischen Ansichten für vier Jahre inhaftiert worden war, und Dschalāl Āl-e Ahmad (1923–1969). 

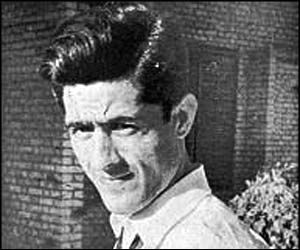
Dschalāl Al-e Ahmad

Bozorg Alavi hatte sich einer engagierten Literatur (siehe Jean-Paul Sartre, Existentialismus, aber auch die regulative Funktion des Blickes in der zoroastrischen Religion (Masani, (Universität Bombay) Paris, Payot 1939, S. 60)) im Dienste der politischen Ideologie und der Bevölkerungsmassen verschrieben. Sein Werk Tscheschm-ha-yasch (Ihre Augen) (1952) kann hierfür exemplarisch gesehen werden. Seine Aufgabe als Schriftsteller sah er in der intellektuellen Wegweisung und als Sprachrohr der Massen. In Bezug auf die künstlerische Weiterentwicklung jedoch nehmen die Werke Sādeq Tschubaks (1916–1998) aus der Zeit zwischen den 1940er bis 1960er Jahren eine führende Stellung ein. Sein primäres Interesse gilt formalen Aspekten und der sprachlichen Kunstfertigkeit in Verbindung mit einer objektiven, unpersönlichen Weltsicht, und der damit verbundenen Möglichkeit des literarischen Experiments. In seiner Kurzgeschichtensammlung Cheymehschab-bazi (Marionettenspiel) (1945) zeichnet er das Leben einzelner Repräsentanten der untersten sozialen Schicht umsichtig nach, wobei es ihm besonders gelingt, ihre Sprache literarisch kunstvoll umzusetzen. Die Literatur der Folgezeit nimmt die Anregungen aus den vorangegangenen Entwicklungen auf, in dem sie die formalen und künstlerischen Möglichkeiten mit sozial ausgerichteten Inhalten verbindet. Huschang Golschiri (1937–2000), der in seinem Kurzroman Schahzade Ehtedschab (Prinz Ehtedschab) (1968) vermittels der Stream of Consciousness-Technik und des inneren Monologs die moralische Qual des Sprosses einer Tyrannendynastie nachzeichnet, und eine Reihe von jüngeren Schriftstellern sind dafür exemplarisch, darunter auch Autorinnen wie Simin Daneschwar, Moniru Rawanipur (* 1954) und Shahrnush Parsipur (* 1946), die einige hervorragende Romane hervorbrachten, wobei die Revolution von 1979 eine vermehrte Konzentration auf politisch-islamische Themen bewirkte. (Ghanoonparvar, S. 1–7, Meyers Lexikon Online)

## Persisch-Dichter in Indien (bzw. Pakistan) (Übergang vom 19. zum 20. Jahrhundert)

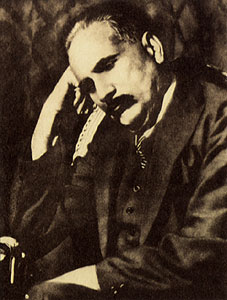
Muhammad Iqbal

- Muhammad Iqbal (1877–1938), der letzte berühmte Dichter persischer Sprache des indischen Subkontinents. Als Philosoph verband er seine traditionelle Bildung mit einer stark entwickelten Kultur des Okzidents, die er während seiner Ausbildung in Cambridge (England) und München erlangte. In seinen Werken drückte er Gedanken zum Panislamismus sowie neue Ansätze zur (islamischen) Mystik aus. Neben den in seiner Muttersprache Urdu verfassten Gedichten und Prosawerken, veröffentlichte er mehrere Verssammlungen auf Persisch, in denen er sein kraftvolles und originelles Denken in einem Stil zum Ausdruck brachte, der die Traditionen der mystischen Dichtung mit den westlichen Einflüssen verband.

## Persisch-Dichter in Afghanistan (20. Jahrhundert)

Mahmud Tarzi (1866–1933) mit seiner Frau

Zu Beginn des 20. Jahrhunderts sah sich Afghanistan mit starken sozialen und wirtschaftlichen Veränderungen konfrontiert, die ebenfalls neue Herangehensweisen in der Literatur forderten. Im Jahre 1911 kehrte der in Regierungszirkeln einflussreiche Mahmud Tarzi, nach einigen Jahren des Exils in der Türkei, nach Afghanistan zurück, wo er eine Zeitschrift namens Sardsch’ul Achbar herausgab, die im Abstand von jeweils zwei Wochen erschien. Auch wenn diese Zeitschrift nicht die erste ihrer Art im Lande war, so bildete sie in den Bereichen Journalismus und Literatur doch eine wichtige Plattform der Veränderung und Modernisierung. Im Bereich der Dichtung und Lyrik öffnete sie den Weg für neue Ausdrucksformen, die zum einen der Dichterpersönlichkeit im Ausdruck ihrer persönlichen Gedanken mehr Raum gab, gleichzeitig stark sozial orientiert war. Nach Monaten der kulturellen Stagnation im Jahre 1930 (1309), gründete eine Gruppe von Schriftstellern den Literarischen Zirkel Herats in der Hauptstadt des Landes, der ein Jahr später vom Literarischen Zirkel Kabuls gefolgt wurde. Beide Zirkel veröffentlichten ihre eigene Zeitschrift zu den Themen Kultur und Literatur, wobei es ihnen jedoch kaum gelang, weitere literarische Erneuerungen herbeizuführen. Vor allem das literarische Magazin Kabuls verschrieb sich stattdessen wieder verstärkt der traditionellen Dichtung. Hervorstehende Persönlichkeiten der Zeit waren Ghary Abdullah, Abdul Hagh Beytat und Khalilullah Khalili, wobei die ersteren beiden den Titel Malek ul Schoarā (König der Dichter) zuerkannt bekamen. Khalili, der jüngste unter ihnen, vertrat hierbei eher den traditionellen Chorāsān-Stil im Gegensatz zu dem sonst vertretenen indischen Stil. Sein Interesse galt ebenfalls der modernen Dichtung, zu der er auch durch neue Gedanken und Bedeutungsaspekte beitrug. Als im Jahre 1934 (1313) die Gedichte Gharāb und Ghāghnus von Nima Youschidsch veröffentlicht wurden, schrieb Khalili ebenfalls eines in dessen Reimschema, Sorud-e Chusestān (Lied, Hymne Chusestans) und schickte es zur Veröffentlichung nach Kabul, wo es jedoch von den Traditionalisten abgelehnt wurde. Trotz all der Anfangsschwierigkeiten, fanden die neuen Stilrichtungen allmählich doch ihren Weg in die Literatur und Öffentlichkeit. 1957 (1337) wurde der erste Band mit neuen Gedichten veröffentlicht und 1962 (1341) eine weitere Sammlung in Kabul. Zu der ersten Gruppe von Dichtern, die den neuen Stil vertraten, zählten Mahmud Farāni, Baregh Schafi’i, Suleiman Laeq, Qahare Ahssi, Schabgier Poladian, Nadja Fazzel, Soheil Āyeneh und einige andere. Später traten weitere wie Wasef Bakhtari, Assadullah Habib und Latif Nazemi hinzu, wobei jeder seinen eigenen Beitrag zur Modernisierung der Dichtung in Afghanistan beitrug. Weitere bedeutende Persönlichkeiten sind Usatd Behtāb, Leilā Sarāhat Roschani, Sayed Elān Bahār, Razeq Fani und Parwin Pazwak. Dichter wie Majakowski, Yase Nien und Lāhuti (ein iranischer Dichter, der im russischen Exil lebte), übten Einfluss auf die persischen Dichter Afghanistans aus. Auch der Einfluss iranischer Dichter wie beispielsweise Farokhzād, Yazdi und Schāmlou machte sich besonders in der zweiten Hälfte des 20. Jahrhunderts bemerkbar. Zur afghanischen Prosa, siehe bitte den Weblink mit einem informativen Aufsatz von Monika Pappenfuß.

## Persisch-Dichter in Tadschikistan (20. Jahrhundert)
Die neuere Dichtung Tadschikistans befasst sich mit den Lebensumständen seiner Einwohner und den Auswirkungen der Revolution. Bis zum Aufkommen der modernen Dichtung Frankreichs, Asiens und Lateinamerikas machte sich ein starker Drang nach Erneuerung bemerkbar, wobei die Dichtung Muhammad Iqbāl Lāhoris und die moderner iranischer Dichter eine deutliche Vorbildfunktion einnahmen. Die 1960er Jahre erwiesen sich als eine besonders schöpferische und aktive Schaffensperiode in der Dichtung Tadschikistans, vor allem in Bezug auf die Themenentwicklung und literarische Form. Von dem jedoch starken äußeren Einfluss in der Literatur, vor allem auch der europäischen Literatur, der häufig lediglich imitiert wurde und zu keiner eigenen Form führte, lösten sich nur wenige Schriftsteller. Zu den bekanntesten Vertretern der tadschikischen Literatur zählen Golrochsar Sāfijewa, Mitglied des PEN-Clubs Tadschikistans, Mo’men Ghena’at, Farzāne Chodschandi, Lājeq Scher Ali, Abied Radschāb, der u. a. mit dem Rudaki- Preis ausgezeichnet wurde, und Abolqasem Lāhuti.

## Wichtige literarische Gattungen des Neupersischen (Überblick)
1. Epik
  1. Epischer Liebesroman/Höfischer Roman (Versroman) wie
Bidschan und Manidsche (1312 Verse im Schāhnāme (Ferdousi)), Sorch But und Chonak But und Wameq und Asra des Dichters am Hofe der Ghaznawiden (Unsuri), Warqa und Golschāh (Ayyuqi), Wis und Rāmin (Gorgāni), Chosrau und Schirin und Leilā und Madschnun (Nezami, Amir Chusrau, Dschāmi). Außerdem Siāh Mu und Dschalāli, verfasst von der Dichterin Siāh Mu Herāwi (aus Herāt), Joseph und Soleyka (die Frau Putiphars) (Āzar)
  2. Episches Heldengedicht zum Beispiel Schāhnāme (Ferdousi), Garchaspnāme (Āzādi), Eskandarnāme (Nezami), Tughluqnāme (Amir Chusro Dahlawi), Dschahāngirnāme (Tāleb-e Āmoli), (Mahdi Achawān Sāles)
  3. Nāme (wörtlich „Brief“ – hier: Abhandlung (auch Theogonie und Kosmogonie in Versform)): Āfarinnāme (Abu Schakor), Nouruznāme (Omar Chayyām), Scharafnāme und Gandschawi sowie Monādschātnāme (Ansari), Ochāqnāme (Erāqi)
2. Lyrik (Nazm)
  1. Nazm (Lyrik): Rudaki, Sanā’i, Nezami, Attār, Erāqi, Wali, (Asir ind. Stil), Āzar, Hātef, Sabā, Nechāt, Scheibāni, Iradsch, Eqbāl, Rachid, Zabihollah Safā, Abbās Kiārostami
  2. Qasīda: Rudaki, Ayyuqi, Moezzi, Anwari, (Faizi, Asir (ind. Stil)), Hātef, Nechāt, Amiri, Bahār, Parvin E’tesami
  3. Ghazal: Vertreter dieser Gattung sind Rudaki, Ayyuqi, Farrochi, Moezzi, Forughi, Anwari, Saadi, Omar Chayyām, Dschalal ad-Din ar-Rumi, Hāfez, Hātef, Medschmār, Parwin E’tesāmi, Simin Behbahāni

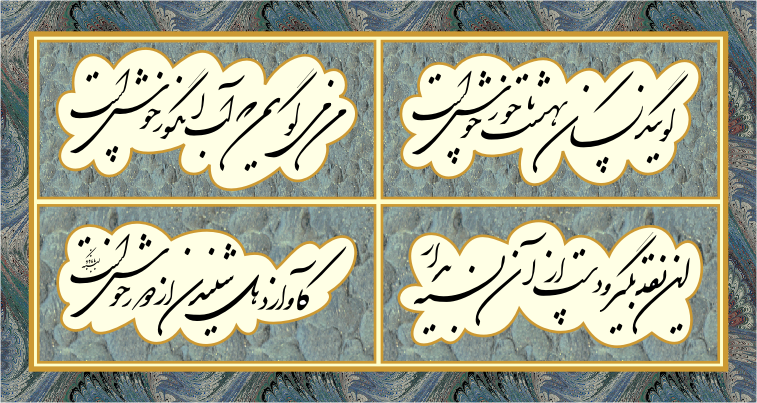
Einer der Chajjam zugeschriebenen Vierzeiler

  4. Masnawī: Rudaki, Sanā’i, Nezami, Fariduddin Attar, Erāqi, Dschalal ad-Din ar-Rumi; (ein Diwan von Rumi heißt: Masnawī-e Manawi (geistreiche Doppelverse) bzw. Mesnevi), Amir Chusrau (ind. Stil) Einer der Chajjam zugeschriebenen Vierzeiler, Dschāmi, Orfi (ind. Stil), Bedel (ind. Stil), Nechāt, Parvin E’tesami
  5. Rubāʿī (Vierzeiler): Vertreter dieser Gattung sind Rudaki, Bābā Tāher, Omar Chayyām, Dschalal ad-Din ar-Rumi, (Asir ind. Stil)
  6. Hamd (Panegyriken (Lobeslieder)): Rudaki, Daqīqī, Farrochi, Āzādi, Anwari (einer der geschätztesten Panegyriker der persischen Sprache), Modschir, Hāfez, Āzar, Foroughi, Scheibāni
  7. Mosammat (strophische Dichtung): Manutschihri
  8. Tardschiband (strophische Dichtung): Hātef
  9. Tasnif: melodiöse Ballade
  10. Sche’r-e Nou (Das „Neue“ Persische Gedicht): Nimā Yuschidsch, Forugh Farrochzad, Simin Behbahani, Sohrāb Sepehri
  11. Sche’r-e Sepid (Das Weiße Gedicht): Bidschan Dschalāl, Ahmad Schamlou, evtl. Huschang Golschiri, Taraneh Dschawanbacht
  12. Gedichte der Brückenbildung: Mahdi Achawān Sāles, Fereydun Moschiri, Rezā Schafi’i-Kadkāni
3. Lyrik, Sabke Hendi (indischer Stil, mit und ohne Musik, siehe auch unter 2.)
  1. Tarāne (Lied)
  2. Naqsch o Gul (wörtl. Muster und Blume): Amir Chusrau
  3. Naht
  4. Qawwali: Faizi, Asir
  5. Rak bzw. Raga: Rak-e Chiāl (Traum-Raga) und Rak-e Dschalāli (Ekstase-Raga)
4. Prosa (Nasr)
  1. Fakā-i Anekdote: Saadi, Dschāmi
  2. Kurzgeschichte: Dschamālzāde, Golschiri, Ahmad Mahmud, Dschamāl Mirzādeghi, Dschawad Modschabi, Dscha’far Modarres-Sādeghi, Shahrnush Parsipur
  3. Novelle: Sādeq Tschubak, Sādeq Hedāyat, Dschamālzāde
  4. Drama: Sādeq Tschubak, Sādeq Hedāyat, Dschawād Modschabi
  5. Skript/Drehbuch: Bahman Ghobadi, Abbās Kiārostami, Mohsen Machmalbāf, Samirā Machmalbāf, Madschid Madschidi, Dschawād Modschabi, Gholām Hoseyn Sāedi
  6. Dāstān (wörtlich aus „Da(m)“ und „stān“ „Wild“-Garten) Fabel: Samad Behrangi, Ahmad Mahmud
  7. Afsāne (abgeleitet von „Afsun“, „verträumt“) Märchen: Tausendundeine Nacht, Tausendundein Tag, Samad Behrangi
  8. Hekāyat: Erzählung: Kader Abdolah, Dschalāl Ahmad, Bozorg Alavi, Sādeq Tschubak, Mahmud Doulatābādi, Nāder Ebrāhimi, Amin Faghiri, Huschang Golschiri, Dschamālzāde, Taraneh Dschawanbacht, Mahmud Kiānusch, Ahmad Mahmud, Dscha’far Modarres-Sādeghi, Gholām Hoseyn Sāedi, Fereydun Tonekaboni, Asghar Elāhi,
  9. Roman: Kader Abdolah, Ali Mohammad Afghāni, Bozorg Alavi, Rezā Barāheni, Sādeq Tschubak, Simin Daneschwar, Mahmud Doulatābādi, Ebrāhim Golestān, Huschang Golschiri, Sādeq Hedāyat, Ahmad Mahmud, Dschamāl Mirzādeghi, Schahrnusch Pārsipur, Zoya Pirzād, Moniru Rawānipur, Dscha’far Modarres-Sādeghi, Gholām Hoseyn Sāedi
  10. Satire: Bibi Chatton Astarābādi, Dehchodā, Kioumars Sāberi Fumani, Hādi Chorsandi, Dschawād Modschabi, Iradsch Mirzā, Ebrāhim Nabāwi, Omrān Sālehi, Obeyd Zakāni
  11. Abhandlung: Nāsir-i Chusrau, Omar Chayyām, Dschalal ad-Din ar-Rumi, Erāqi, Mohammad Chātami, Hossein Nasr, Ali Schariati, Abdolkarim Sorusch
  12. Essay: Nizām al-Mulk, Saadi, Dschāmi, Dschawād Modschabi, Abdolkarim Sorusch, Chosrou Nāghed
  13. Monāzer (Debatte): Āsādi
  14. Kolumnen: Kader Abdolah, Dscha’far Modarres-Sādeghi
  15. Dokumentation: Shirin Ebadi
  16. Biographie: Attār, Dschāmi
  17. Epistel: Omar Chayyām
  18. Briefe (div. Formen): Siyāsatnāme (Nizām al-Mulk), Safarnāme (Nāsir-i Chusrau), Nechāt, Abd ol-Karim Sorousch, Dārābname-ye Bigāmi, Firuznāme, Dārābnāme-ye Tarsusi, Bachtiārnāme, Dschaschnnāme-ye Ebn-e Sinā, Dalirān-e Dschānbāz (engl.: 'The Warriors) s. Ziyariden
5. Weitere
  1. Comic: Marjane Satrapi